# Franciscus Johannes Tollens
Franciscus (Frans) Johannes Tollens (Rotterdam, 21 juni 1815 – Rijswijk, 20 april 1889), was een Nederlands burgemeester.

## Leven en werk
Tollens was een zoon van de dichter Hendrik Tollens en Gerbranda Catharina Rivier. In 1846 trouwde hij met Elisabeth Simonda Hasebroek (1819-1855). In 1857 hertrouwde hij met Sophia Elisabeth Gaumont (1827-1865).
De kandidaat-notaris Tollens volgde in 1844 de overleden Willem Hendrik Vogel op als burgemeester van de gemeenten Bleiswijk en Moerkapelle en bleef dat tot eind 1868. In beide gemeenten heeft hij ook enige tijd de functie van gemeentesecretaris vervuld. In 1869 werd hij niet herbenoemd als burgemeester omdat er klachten waren over zijn functioneren.